# Swissinfo.ch
SWI swissinfo.ch è un portale web d'informazione della SRG SSR. Disponibile in dieci lingue, ha per missione di informare gli svizzeri che si trovano all'estero sull'attualità del loro paese, di far conoscere meglio la Svizzera a livello internazionale e di proporre una visione "svizzera" del mondo, compatibile con le tradizioni di neutralità e pluralismo.
SWI swissinfo.ch propone approfondimenti sui principali avvenimenti internazionali e illustra le relazioni della Svizzera in un mondo globalizzato. La priorità è data alle notizie di attualità, politica, economia, cultura, scienza e società.

## Dalle onde corte a SWI swissinfo.ch

### 1935-1939: la nascita della "voce svizzera nel mondo"
Negli anni venti del novecento ha inizio una nuova era a livello mondiale per i mezzi d'informazione: le onde corte permettono per la prima volta di raggiungere il pubblico, in tempo reale, in ogni parte del pianeta. Cominciano così a fiorire le prime radio internazionali. Grazie al trasmettitore della Società delle Nazioni a Prangins, nel Canton Vaud, anche la Svizzera decide di ricorrere a questa nuova tecnologia per ristabilire un cordone ombelicale con le sempre più folte comunità di connazionali emigrati nei cinque continenti. Dopo i primi programmi sperimentali diffusi in un raggio di poche centinaia di chilometri, la presenza elvetica nell'etere internazionale prende avvio il 1º agosto 1935 con la trasmissione verso l'America del discorso del consigliere federale Rudolf Minger in occasione della festa nazionale svizzera.
Soprannominato "radio nostalgia", il Servizio svizzero delle onde corte è chiamato molto presto ad assumere una ben altra funzione di fronte alle minacce che pesano sulla Confederazione alla vigilia della seconda Guerra mondiale. Dopo l'annessione dell'Austria alla Germania nel 1938, avvenuta a colpi di propaganda politica, il Consiglio federale proclama il principio della «difesa spirituale» in Svizzera per combattere gli influssi esterni, rafforzare l'identità nazionale e rinsaldare i legami tra le diverse regioni culturali del paese.
Nel 1939, poco prima dello scoppio della guerra, questi obbiettivi vengono concretizzati con la creazione della Fondazione culturale Pro Helvetia e con l'apertura della quarta Esposizione nazionale a Zurigo. Ma anche con la costruzione del primo trasmettitore svizzero ad onde corte a Schwarzenburg, nel Canton Berna, approvato a larga maggioranza l'anno prima dal parlamento. La «voce svizzera nel mondo» – diffusa inizialmente in tedesco, francese ed italiano – diventa allora uno dei principali interpreti di una nuova missione, a cui sembra legato il destino di tutto il paese: far conoscere la volontà d'indipendenza, neutralità e democrazia della Svizzera.

### 1939-1945: una missione vitale durante la seconda guerra mondiale
Negli anni bui della guerra, i programmi del Servizio svizzero delle onde corte (SOC) risuonano come la sola voce libera e neutrale che giunge dal centro di un'Europa occupata e sottomessa alla propaganda bellica. In un periodo in cui i giornali stranieri sono vietati, le comunicazioni telefoniche e postali limitate, le onde corte si trasformano nell'unico strumento in grado di superare le restrizioni e la censura. Giorno dopo giorno, le cronache quotidiane del SOC riflettono gli sviluppi in Svizzera durante il conflitto e forniscono un quadro relativamente preciso degli avvenimenti sul fronte bellico.
«Mai, come in questi ultimi anni, la Svizzera si è ritrovata così ermeticamente isolata dal resto del mondo. Eravamo circondati da forze che cercavano di combattere i nostri ideali con ogni strumento di propaganda. Abbandonati a noi stessi a livello militare, politico, economico, ma anche spirituale», scrive nel maggio 1945 Paul Borsinger, primo direttore del SOC. «Tra i popoli dei paesi lontani che condividevano i nostri ideali si diffondeva sempre più l'impressione che i regimi autoritari dominavano ormai tutto il Continente. Solo le onde corte potevano permetterci di superare le distanze che ci separavano da questi popoli, per far sapere loro che esisteva ancora un ultimo piccolo riccio democratico nel cuore dell'Europa».
Questo importante ponte tra la Svizzera e il mondo viene quindi ampliato durante la guerra, nonostante le ristrettezze finanziarie. Nel 1941, trasmissioni quotidiane in inglese, spagnolo e portoghese si affiancano a quelle in lingua tedesca, francese e italiana. Al SOC viene affidato anche l'incarico vitale di far sapere che «in un'Europa in guerra, la Svizzera è pronta a difendere la propria indipendenza con le armi». Il ruolo del SOC viene riconosciuto anche dal Consiglio federale nel dicembre 1945: «questa emittente ha reso dei servizi inestimabili alla Svizzera durante la guerra. In questi anni di urgente necessità, le trasmissioni ad onde corte hanno permesso di far sentire la voce della Patria ai nostri connazionali all'estero, ma anche di mantenere un legame tra la Svizzera accerchiata e l'estero, perfino con i paesi d'oltremare».

### 1945-1989: una visione neutrale durante la guerra fredda

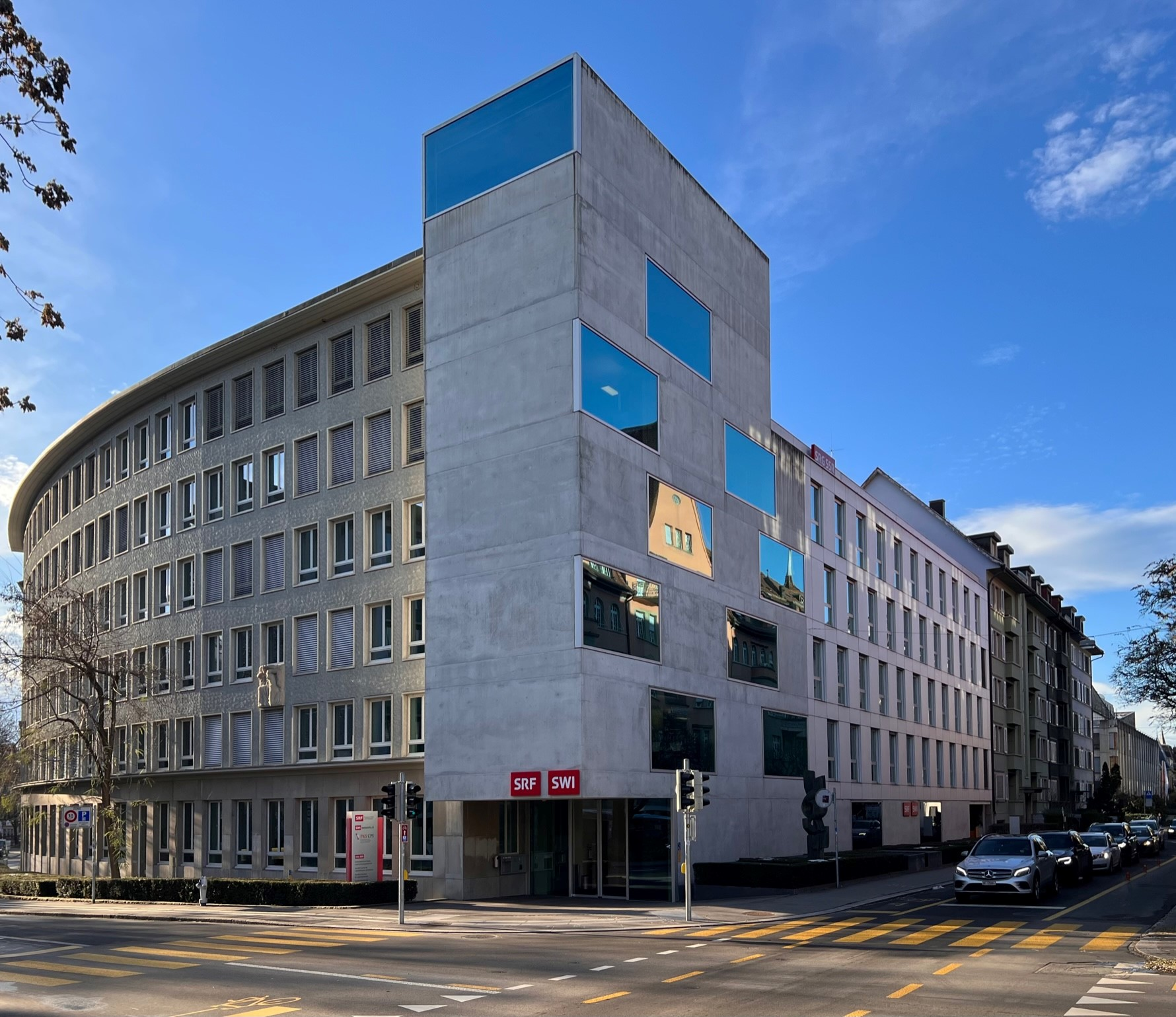
La sede di SWI swissinfo.ch a Berna

Riconoscendo il ruolo essenziale svolto dal Servizio svizzero delle onde corte (SOC) durante il conflitto mondiale, nel dopoguerra il Consiglio federale rinnova il mandato dell'emittente internazionale, con il compito di «rinsaldare i legami con i connazionali residenti all'estero e di promuovere la conoscenza della Svizzera nel mondo». Nel 1953 il SOC è riconosciuto come settima unità aziendale della Società svizzera di radiotelevisione (oggi SRG SSR) e nel 1978 viene ribattezzato Radio Svizzera Internazionale (SRI).
Durante il periodo della guerra fredda tra Est ed Ovest si moltiplicano le emittenti internazionali: i due grandi blocchi cercano infatti di rafforzare non solo la loro presenza militare nel mondo, ma anche quella radiofonica, spesso impiegata come strumento di propaganda ideologica e politica. Considerata il simbolo di un paese neutrale, privo di un passato coloniale e senza interessi espansionistici, in questi decenni SRI conquista un posto di primo piano nell'etere radiofonico mondiale. I suoi programmi in 7 lingue (tedesco, francese, italiano, inglese, spagnolo, portoghese e arabo) sono apprezzati per la loro affidabilità e imparzialità e rispecchiano la pluralità d'informazione di un paese multiculturale con una grande tradizione democratica.
In base a vari sondaggi, tra gli anni cinquanta e ottanta SRI figura tra le emittenti internazionali più ascoltate dopo le grandi stazioni, come la BBC, Radio France Internationale o la Deutsche Welle. Oltre a fungere da cordone ombelicale tra la Svizzera e i connazionali all'estero, SRI diventa un appuntamento quotidiano d'informazione per milioni di ascoltatori stranieri che gradiscono in particolare la «visione elvetica» dell'attualità mondiale. Nei microfoni di SRI si esprimono numerosi protagonisti della scena internazionale, dirigenti politici, esperti economici, scienziati e artisti, ma anche molte altre persone di ogni colore e cultura che forniscono un quadro variegato della Svizzera e del mondo attraverso testimonianze, racconti e opinioni. Grazie a un'infrastruttura composta da 12 trasmettitori a onde corte con potenza tra i 100 e i 500 kilowatt dislocati a Schwarzenburg, Sottens, Beromünster, Sarnen e Lenk, SRI diffonde ogni giorno 70 ore di programmi in direzione dei cinque continenti.

### 1989-2010: crolla il Muro di Berlino e si apre una nuova era multimediale
Negli anni novanta prende avvio una fase di grandi trasformazioni per le radio internazionali. Il crollo della cortina di ferro tra Est ed Ovest porta ad un ripensamento sulla missione delle emittenti per l'estero. Con l'avvento delle telecomunicazioni satellitari e di internet, le onde corte perdono inoltre il loro monopolio nella trasmissione di programmi d'informazione a lunga distanza. Numerose stazioni internazionali rispondono a queste sfide adottando una strategia multimediale: radio, televisione e internet.
Sottoposta a tagli finanziari, Radio Svizzera Internazionale (SRI) si vede costretta ad operare una massiccia riduzione dei suoi effettivi e ad abbandonare la produzione e la trasmissione di programmi radiofonici. Si chiude così un lungo capitolo della storia radiofonica svizzera, ma si apre una nuova era nella presenza mediatica elvetica nel mondo. SRI si trasforma infatti in SWI swissinfo.ch, una nuova piattaforma internet, che dal 1999 propone informazioni online sulla Svizzera attraverso notizie, articoli, dossier, audio, video e fotografie. Nell'ambito della revisione della Legge sulla radio e la televisione, il parlamento accorda nel 2006 il proprio sostegno al nuovo portale multimediale in 9 lingue (tedesco, francese, italiano, inglese, spagnolo, portoghese, arabo, cinese e giapponese), assicurando una base di finanziamento di almeno il 50% da parte della Confederazione.
Nel giro di pochi anni, SWI swissinfo.ch è diventato uno strumento d'informazione irrinunciabile per la Quinta svizzera, che partecipa in modo sempre più attivo alle votazione e alle elezioni federali: a fine 2009, oltre 130.000 svizzeri residenti all'estero erano iscritti nei registri elettorali. Con più 7 milioni di pagine consultate ogni mese da circa 160 paesi, la piattaforma assume inoltre la missione di spiegare in modo comprensibile all'estero la realtà politica, economica, sociale e culturale della Svizzera. Una missione ancora più essenziale in questi tempi, in cui la Confederazione si ritrova spesso al centro di critiche da parte dei media internazionali, e in un mondo sempre più globalizzato, in cui il successo di un paese dipende sempre più dalla presenza della sua immagine e del suo marchio sulla scena internazionale. Le 9 lingue del portale SWI swissinfo.ch sono lingua ufficiale nelle nazioni con le quali la Svizzera intrattiene circa l'85% dei suoi scambi economici e commerciali.

### Crisi e incertezza
Malgrado il successo ottenuto, la pressione finanziaria non accenna a calare. Il programma di risparmio varato dal Consiglio federale e dall'Assemblea federale nel 2003 costringe SWI swissinfo.ch, un anno dopo, a sopprimere 26 posti e a interrompere le trasmissioni radio nell'ottobre 2004.
Nel 2005 il consiglio di amministrazione della SRG SSR decide di smantellare SWI swissinfo.ch. Per essere definitivo, però, questo provvedimento richiede l'avallo delle autorità di vigilanza, ossia dell'Ufficio federale delle comunicazioni (UFCOM) e del Consiglio federale.
I piani della SSR suscitano però l'opposizione degli svizzeri all'estero e del parlamento. Il 9 giugno 2005, la Camera alta (Consiglio degli Stati) inoltra al governo una mozione che chiede il mantenimento di SWI swissinfo.ch. La Camera bassa (Consiglio nazionale) fa lo stesso passo il 6 marzo. La nuova Legge federale sulla radiotelevisione stabilisce che la Confederazione finanzierà SWI swissinfo.ch almeno per il 50% del budget.
Nel luglio del 2007 il Consiglio federale conferisce a SWI swissinfo.ch un mandato di prestazioni (dal 2007 al 2011) per pubblicare su internet un'offerta informativa plurilingue, multimediale, originale e di alto livello qualitativo.
Confrontata a nuove preoccupazioni finanziarie, la SSR torna alla carica nella primavera del 2009 affidando ai direttori di SWI swissinfo.ch, di Schweizer Radio DRS (SR DRS) e di Radio Télévision Suisse (RTS) un mandato ciascuno allo scopo di chiarire, entro la fine del 2009, la possibilità di risparmiare 7 milioni di franchi sugli attuali costi di esercizio complessivi (26 milioni di franchi).
I modelli allo studio sono tre e il rapporto finale verterà appunto sulla loro valutazione comparata: ottimizzare l'attuale unità aziendale SWI swissinfo.ch a Berna, integrare SWI swissinfo.ch alla RTS a Ginevra, oppure allo studio radiofonico di SR DRS a Berna. SWI swissinfo.ch conta 120 posti di lavoro a tempo pieno.

## Ampia offerta editoriale
Pur non perdendo di vista la sua missione di apertura sul mondo, SWI swissinfo.ch ha il compito di informare in modo esaustivo, ponderato e critico i cittadini svizzeri all'estero sugli avvenimenti in patria.
Un compito che diventa ancora più importante a partire dal 1992, da quando cioè la comunità di espatriati può esprimere per posta le sue preferenze in occasione di elezioni e votazioni federali.
SWI swissinfo.ch punta inoltre a far conoscere meglio la Svizzera a livello internazionale grazie a dossier speciali su temi di attualità come il segreto bancario o l'integrazione degli stranieri. Propone inoltre uno sguardo diverso su avvenimenti di portata internazionale e offre un'informazione approfondita su temi di cultura, scienza e società.
Dal 2014 è stato lanciato anche il sito www.tvsvizzera.it che è destinato principalmente a un pubblico di italiani per mantenere i legami tra la Svizzera e l'Italia, e di italofoni all'estero interessati alla realtà svizzera, informa su avvenimenti di attualità, in particolare sugli aspetti transfrontalieri dal punto di vista della Svizzera. L'offerta consiste in rivisitazioni di contributi forniti dalla RSI, da rsi.ch e da SWI swissinfo.ch e sarà completata con delle produzioni originali concernenti argomenti d'interesse sotto il profilo delle relazioni esistenti tra Svizzera e Italia. Questo sito è stato creato principalmente per colmare il vuoto lasciato dopo che il segnale analogico della Tsi venne spento nel 2006 lasciando così il Nord Italia senza i canali svizzeri e dalle proteste che susseguirono chiedendone il loro ritorno.

## Un pubblico nei 5 Continenti
La popolarità di SWI swissinfo.ch presso gli svizzeri dell'estero è in netta crescita, rileva uno studio indipendente condotto da Mediapulse. Tra gli espatriati elvetici che consultano SWI swissinfo, nove persone su dieci si dicono soddisfatte dei contenuti su elezioni e votazioni.
Il numero di visitatori unici ("unique visitors"), si legge nel rapporto di gestione 2008, è salito del 55% rispetto all'anno precedente. Ogni mese, i visitatori unici sono in media 762.000 e le pagine consultate oltre 5 milioni.
Secondo il sondaggio condotto dalla Fondazione per la ricerca sui media Mediapulse, tra il 2001 e il 2008 il tasso di popolarità di SWI swissinfo.ch tra gli Svizzeri dell'estero è passato dal 14% al 37%.